# Gary Glasgow
Gary Glasgow (Arima, 13 maggio 1976) è un ex calciatore trinidadiano,  di ruolo attaccante.